# San Pedro, Antioquia
San Pedro är en ort i Colombia.   Den ligger i departementet Antioquía, i den nordvästra delen av landet, 260 km nordväst om huvudstaden Bogotá. San Pedro ligger 2 501 meter över havet och antalet invånare är 8 801.
Terrängen runt San Pedro är kuperad åt nordost, men åt sydväst är den platt. Runt San Pedro är det ganska tätbefolkat, med 96 invånare per kvadratkilometer. Närmaste större samhälle är Bello, 14,1 km söder om San Pedro. Omgivningarna runt San Pedro är en mosaik av jordbruksmark och naturlig växtlighet.